# Бугаев, Алексей Сергеевич
Алексей Сергеевич Бугаев (род. 30 марта 1997, Красноярск) — российский горнолыжник, трёхкратный чемпион, трёхкратный серебряный призёр и бронзовый призёр Паралимпийских игр (2014, 2018). Заслуженный мастер спорта России.

## Биография
Родился 30 марта 1997 года в Красноярске.
Начал заниматься горнолыжным спортом в шесть лет в Красноярске.
Тренируется в детско-юношеской спортивно-адаптивной школе «Центр адаптивного спорта» Красноярска. Является стипендиатом Президента Российской Федерации.
Личный тренер — Виталий Имбов (с 2011 года); тренер в национальной сборной — Александр Назаров.

## Спортивные достижения
Паралимпийские игры
- Золото (Сочи, Россия, 2014 год) — Слалом, мужчины, стоя
- Золото (Сочи, Россия, 2014 год) — Супер-комбинация, мужчины, стоя
- Золото (Пхёнчхан, Республика Корея, 2018 год) — Супер-комбинация, мужчины, стоя
- Серебро (Сочи, Россия, 2014 год) — Скоростной спуск, мужчины, стоя
- Серебро (Сочи, Россия, 2014 год) — Гигантский слалом, мужчины, стоя
- Серебро (Пхёнчхан, Республика Корея, 2018 год) — Гигантский слалом, мужчины, стоя
- Бронза (Сочи, Россия, 2014 год) — Супер-гигант, мужчины, стоя

Чемпионаты мира
- Серебро (Ла-Молина, Испания, 2013 год) — Гигантский слалом, стоя
- Серебро (Ла-Молина, Испания, 2013 год) — Супер-комбинация, стоя

Иные соревнования
Призёр чемпионата России (2012 год), абсолютный чемпион России (2013 год), победитель и призёр этапов Кубка Европы и мира (2012—2013 годы), обладатель Кубка мира (2013 год).

## Награды
- Орден «За заслуги перед Отечеством» IV степени (2014 год) — за большой вклад в развитие физической культуры и спорта, высокие спортивные достижения на XI Паралимпийских зимних играх 2014 года в городе Сочи[5]
- Орден Почёта (2018 год) — за высокие спортивные достижения на XII Паралимпийских зимних играх в городе Пхенчхане (Республика Корея), проявленные волю к победе, стойкость и целеустремленность[6]